# Maniac Mansion
Maniac Mansion je počítačová hra žánru adventure vydaná společností LucasFilm Games (dnes LucasArts) roku 1987. Zajímavá je jednak tím, že přinesla do žánr adventure her nové prvky jako výběr z hlavních postav a různé varianty zakončení hry, ale také proto, že šlo o první hru podporovanou enginem SCUMM, který byl vyvinutý právě pro tento titul. Volným pokračováním byla hra Day of the Tentacle, vydaná roku 1993.

## Příběh
Dr. Fredd Edison žije se svou rodinou ve strašidelné viktoriánské vile. Říká se, že ve sklepích budovy má svou tajnou laboratoř, ale ani to by ještě nebylo tak záhadné jako to, že se po jeho pozemku potulují dva zvláštní mimozemšťané (anglicky Tentacle, česky chapadlo – podle vzhledu).
Hlavní hrdina hry, Dave Miller, zjistí, že jeho přítelkyně byla zamčena kdesi ve vile doktorem Edisonem a rozhodne se ji zachránit s dalšími dvěma přáteli.

## Postavy
Hlavní postava byla Dave, hráč si mohl vybrat ještě další dvě postavy celkem ze šesti. Vývoj hry záležel na výběru postav, protože každá uměla něco jiného.
- Syd – hudebník žánru New Wave, vyzná se v hudebních nástrojích
- Michael F. Stoppe – fotograf školního časopisu, umí vyvolat film
- Wendy Wells – chce se stát spisovatelkou, umí editovat dokumenty
- Bernard Bernoulli – především zbabělec, který utíká před zeleným chapadlem, dokud se s ním nějaká z dalších postav nespřátelí. Umí opravovat věci, které jsou v příběhu potřeba. Je to hlavní protagonista druhého dílu Day of the Tentacle
- Razor – mladá punkerka, která má obdobné schopnosti jako Syd. Zajímavostí je, že byla vytvořena podle přítelkyně Garyho Winnicka
- Jeff Woodie – nejméně talentovaná postava na výběr. Umí pouze opravit telefon, což zvládne i Bernard.